# Akbou
Akbou (în arabă اقبو) este o comună din provincia Béjaïa, Algeria.
Populația comunei este de 52.282 locuitori (2008).